# Kala Shuiku
Kala Shuiku (kinesiska: 卡拉水库) är en reservoar i Kina. Den ligger i den autonoma regionen Xinjiang, i den nordvästra delen av landet, omkring 320 kilometer söder om regionhuvudstaden Ürümqi. Trakten runt Kala Shuiku består till största delen av jordbruksmark.
Genomsnittlig årsnederbörd är 60 millimeter. Den regnigaste månaden är juni, med i genomsnitt 22 mm nederbörd, och den torraste är mars, med 1 mm nederbörd.